# Macrozamia heteromera
Macrozamia heteromera — вид голонасінних рослин класу саговникоподібні (Cycadopsida).
Етимологія: від грецького heteros — «різні», й -merus, частина або елемент, з посиланням на листові фрагменти, що іноді діляться.

## Опис
Рослини без наземного стовбура, стовбур 15–25 см діаметром. Листя 2–8 в короні, яскраво-зелене, від напівглянсового до тьмяного, завдовжки 50–90 см, з 60–100 листовими фрагментами; хребет від спірально не закрученого до помірно спірально закрученого, прямий, жорсткий або загнутий; черешок 15–20 см в завдовжки, прямий, без шипів. Листові фрагменти дихотомічно розгалужені; середні — завдовжки 140—210 мм, шириною 1,5–4 мм. Пилкові шишки веретеновиді, 14–21 см завдовжки, 4,5–5,5 см діаметром. Насіннєві шишки яйцюваті, завдовжки 12–17 см, 7–9 см діаметром. Насіння плоске, яйцевиде, 26–31 мм завдовжки, 20–25 мм завширшки; саркотеста червона.

## Поширення, екологія
Країни поширення: Австралія (Новий Південний Уельс). Росте близько 200 м над рівнем моря. Цей вид росте в різних місцях, в тому числі охоронних ярах, близьких до тимчасових водотоків, серед скель на схилах у дрібних гравійних ґрунтах і в рівнинних районах відкритого лісу, де переважають евкаліпти (сухі склерофітні ліси).

## Загрози та охорона
Вид потерпає від збору для торгівлі декоративними.